# Айти-Мохк
Айти-Мохк (чечен. Айти-Мохк) — село в Ножай-Юртовском районе Чеченской Республики. Административный центр Айти-Мохкского сельского поселения.

## География

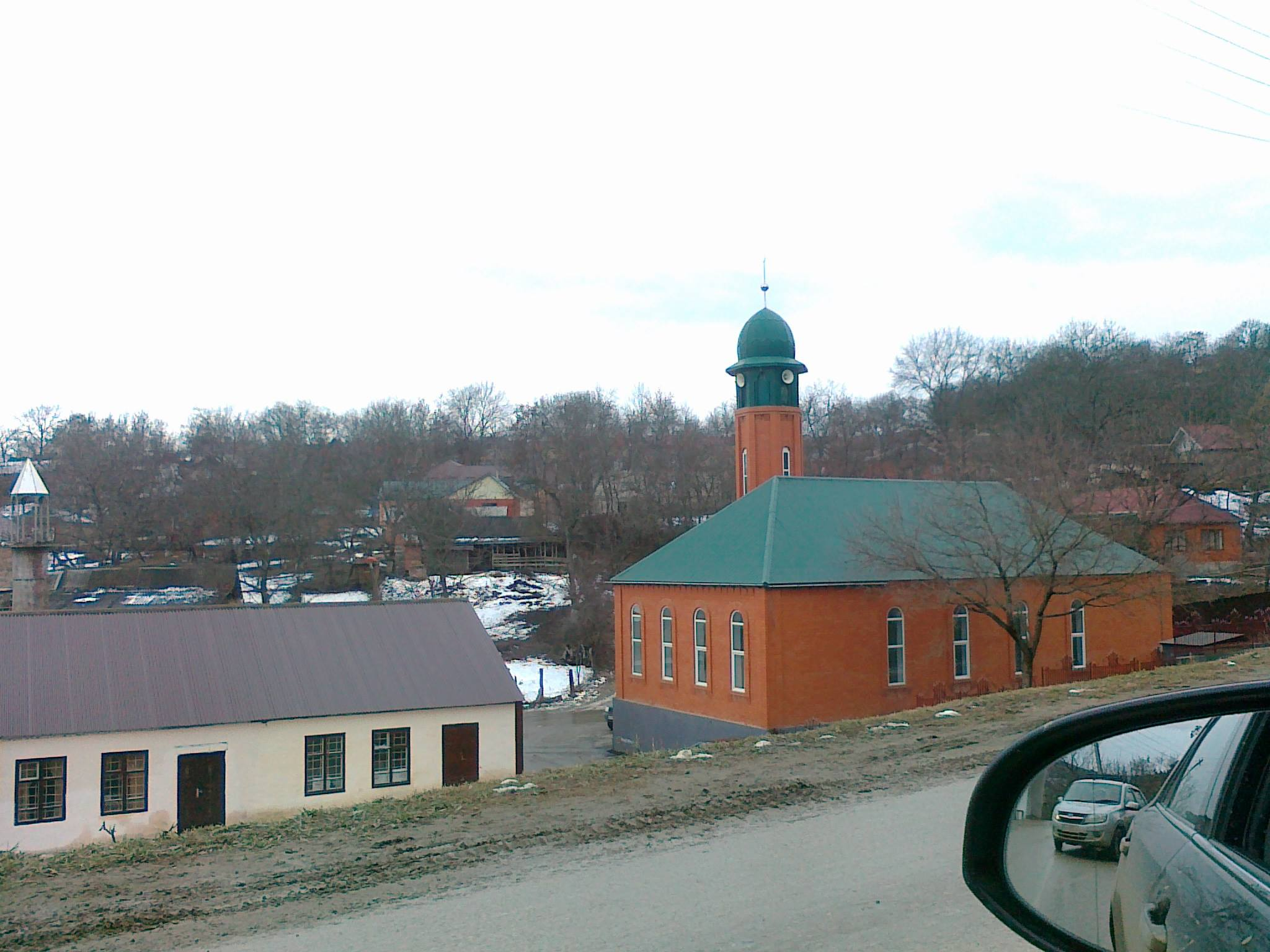
Сельская мечеть

Село расположено на левом берегу реки Ямансу, в 2,5 км к юго-западу от районного центра — Ножай-Юрт и в 58 км (по прямой) к юго-востоку от города Грозный.
Ближайшие населённые пункты: на севере — село Бетти-Мохк, на северо-востоке — село Ножай-Юрт, на юге — сёла Рогун-Кажа и Ишхой-Хутор, на юго-западе — село Совраги (Саурго) и на северо-западе — село Шовхал-Берды.

## История

### В древности
В 2017 году Мансуром Вашаевым были переданы археологам находки, сделанные вблизи села Айти-Мохк. В их состав вошли фрагмент небольшого каменного топора с желобчатой поверхностью, фрагмент ручки глиняного кувшина (III век до н. э.—V век н.э.) и железный наконечник стрелы, датируемый поздним средневековьем (XIV—XV веками н.э.).
Основание села
Согласно данным многочисленных исследований, чеченцы являются одним из древнейших народов Кавказа с выразительным антропологическим типом, характерным этническим лицом, самобытной культурой и богатым языком. Упоминания о чеченцах (под разными названиями), как о коренных обитателях Кавказа, встречаются во многих древних и средневековых источниках. Первые достоверные письменные известия о предках чеченцев мы находим у греко-римских историков 1 в. до н.э. и начала 1 в. н.э.
Ориентировочно в период с 1222 по 1237 годы под натиском кочевников (походы монголо-татар под предводительством Джэбэ и Субэдэя, а также Менгу-Тимура) предки чеченцев вынуждены были покинуть равнинные районы и уйти в горы. Вытесненные монголо-татарами с равнинных земель чеченцы до ХVI в. жили в основном в горах, разделяясь на территориальные группы, получавшие названия от гор, рек и т.д. (мичиковцы, качкалыковцы), близ которых они проживали.
Именно к периоду 1222 – 1237 годы следует отнести период основания села Айти-Мохк. В пользу этого периода основания аула свидетельствуют и полученные в 2024 году результаты ДНК исследований. Так сравнительный (перекрестный) анализ результатов исследований биологического материала, полученного от протестированных представителей разных групп (род, тайпа), с минимальной погрешностью свидетельствуют о том, что годы жизни чеченца по имени Айта, основателя села, следуют отнести к первой половине XIII века (генетическая дистанция). По устным преданиям Айта похоронен в старом кладбище села Айти-Мохк. В центральной части кладбища над его могилой установлена надмогильная плита, примерно 1 метр в ширину и 40-50 см в толщину, возвышающийся на 1 метр над изголовьем могилы.  Айти-Мохк (Айти мохк) переводится как «Айти владения (страна, место)». Значительно позднее потомки Айта закладывают хутор Айта-Кхалла. 
В настоящее время в селе проживают представители разных тайпов (сесаной, билтой, курчалой, зандакъой, ишхой, таркхой и т.д.), но в большинстве своем это представители тейпа "бильтой", которые переселились сюда к 1870 году из местечка под названием "Белятли" (населенный пункт между селом Рогун-Кажа и Хочи -Ара, разрушен в результате оползневых процессов). Такое переселение стало возможным ввиду исхода коренных жителей в основном на равнинную часть в результате разрушения аула Айти-Мохк в 1839 году. Жители аула Айти-Мохк, опасаясь повторного похода карательных отрядов Граббе, на время оставляют аул и переселяются в местечко близ Ачарышки. К осени того же года основная часть переселенцев уходит из Ачарышки на равнину (Исти-Су (Мелчхе), Девкар-Ойла, Лаха Невре, Хошкельды, Илсхан-Юрт и т. д.). Ориентировочно до начала 60-х годов XIX века аул Айти-Мохк абсолютно пустует /ГПИБ | Берже А. П. Чечня и чеченцы. - Тифлис, 1859./ 
Первое упоминание названия села в официальных документах и выступления горцев предводительством Ташав-Хаджи
Первые упоминания об ауле Айти-Мохк в донесениях начальствующих чинов русских войск на Кавказской линии приходятся на 1836-й год. В ходе карательной экспедиции полковника Пулло в аулы на реке Яман-Су (23 августа 1836 года) на подступах к Айти-Мохку происходят первые боевые столкновения с передовыми русскими отрядами. Во время следующей карательной экспедиции генерала Фези в восточную Чечню с целью покорения аулов, расположенных по рекам Аксай, Яман-Су и Качкалыкского хребта (24 февраля — 1 апреля 1837 года), горстка последователей шейха Ташев-Хаджи снова оказывают сопротивление наступающим войскам, вступают в неравный бой и терпят поражение.
31 октября 1838 года в своем рапорте командующий войсками на Кавказской линии и в Черномории генерал-лейтенант п. Х. Граббе военному министру генералу от кавалерии А. И. Чернышеву о боевых действиях в Чечне и Северном Дагестане пишет: «Простояв до 6 октября и не видя, чтобы Шамиль предпринимал что-либо, между тем как ичкеринские деревни упорствовали в своей к нам непокорности, генерал-майор Крюков выступил из лагеря при деревне Гертмели к крепости Внезапной, дабы обратиться отсюда на ичкеринцев. Во время сего следования отряд от деревни Хубару, местами лесистыми и изрытыми большими оврагами, встречен был партиею абреков, скрывавшейся в лесистых балках по сторонам дороги. Пропустив авангард, они с ожесточением бросились на боковые цепи и арьергарды, но это не причинило никакой остановки в движении отряда; цепи тотчас были усилены резервами и подкрепленные таким образом стрелки опрокинули и рассеяли неприятеля. В сем деле 5 чел. отважнейших мюридов остались на месте, 4 взято в плен, а остальные, унося своих раненых, пользуясь густотою леса, укрылись бегством; с нашей стороны убит кумыкский всадник 1 и ранено унтер-офицер 1 и рядовой 1. Продолжая свое движение далее, в 8 часов вечера отряд прибыл в деревню Андрееве, где и расположился на ночлег. Отсюда генерал-майор Крюков намерен был идти на непокоренные деревни Зандах и Хасанбике, но сильные проливные дожди, сделавшие дороги совершенно неудобными для следования, удержали его на месте по 11 октября. В это время прибыли в лагерь депутаты от возмутившихся ичкеринских деревень Алерой, Белятли, Раванкаж, Зандах, Хасанбике и от непокорявшейся еще нашему правительству деревни Атек-Мог (прим.- Айти-Мохк). Депутаты, посланные от первых пяти деревень, изъявили раскаяние в своих заблуждениях и, будучи уполномочены от целого общества, готового покориться на все условия, обещали платить ежегодно подать, полагая с саклей по одному руб. серебром, и в доказательство преданности своей согласились выдать новых аманатов из лучших и почетнейших фамилий общества. Депутаты деревни Атек-Мог объявили, что жители их деревни, удостоверясь в благонамеренности русских и дружеском их обхождении с мирными племенами, желают поступить в подданство России (РГВИА. Ф. 846. Оп. 16. Д. 6342. Л. 66-69).
Генерал-майор Крюков, принимая в соображение позднее время года, затруднительность сообщений в гористом крае при сильных дождях, постоянно ливших в продолжение этого времени, а также предусматривая, что ичкеринцы, получив отказ, принуждены будут искать спасения в сообществе Шамиля и других возмутителей, с которыми легко могут грабить или возбуждать к непокорности мирных жителей, между тем как семейства их всегда найдут убежища в лесах, оставляя на жертву нам одни покинутые дома, обещал испросить для них прощения у высшего начальства. С жителями же непокорявшейся еще нам деревни Атек-Мог (прим.-Айти-Мохк), показавших желание на верноподданство нашему правительству, предоставил заключить окончательные условия командующему Сунженскою линиею полковнику Пулло. Удостоверясь таким образом в покорности ичкеринцев, генерал-майор Крюков обратил свое внимание и положил наказать деревню Салатавского общества Миатлы, оказывавшую с давнего времени постоянно непокорность нашему правительству и служившую убежищем неприязненным нам абрекам» /Рапорт командующего войсками на кавказской линии и в Черномории генерал-лейтенанта П. Х. Граббе военному министру генералу от кавалерии А. И. Чернышеву о боевых действиях в Чечне и Северном Дагестане. 31 октября 1838 г.
События последующих 6-ти месяцев свидетельствуют либо об отсутствии достигнутых договоренностей с полковником Пулло, либо о нарушении достигнутых договоренностей одной из сторон. 11 мая 1839 года крупный отряд генерала Граббе, преследуя отряд Ташав-Хаджи, отступающий после тяжелого боя за укрепление в урочище Ахмет-тала, входит в аул Айти-Мохк и предает его огню. Жители аула перед наступлением русских отрядов покидают свои жилища и уходят в близлежащие леса. «Все аулы, лежавшие на пути, найдены были пустыми и преданы огню. Отряды Граббе выдвигаются далее к аулу Саясан и, к вечеру 12 мая, после ожесточенного боя, сжигают Саясан и вынуждают силы Ташав-Хаджи отступить в Беной» — пишет генерал-лейтенант Граббев своих донесениях Граббе, Павел Христофорович.
«Таким образом Ташав-Хаджи потерпел вторичное и решительное поражение в главном убежище своем. Этим ограничивалась вся цель предпринятого движения в Ичкерию. Исполнив успешно свое назначение, отряд не имел более нужды оставаться в горах; а потому вечером 13 числа, — когда небольшая колонна, посланная для разорения селения Белитли, исполнив это, возвратилась в лагерь главного отряда, — решено было выступить от Рагонкаж обратно к крепости Внезапной» — пишет в своей книге "Описание военных действий 1839 года в Северном Дагестане Дми́трий Алексе́евич Милю́тин (1816—1912) — русский военный историк и теоретик, военный министр (1861—1881), основной разработчик и проводник военной реформы 1860-х годов. Последний из русских, носивший звание генерал-фельдмаршала.
"Чтобы скрыть от горцев начало отступления батальонам приказано было сняться с позиции ночью, с соблюдением совершенной тишины. Это было исполнено весьма удачно: обозы и потом весь отряд спокойно спустились от Рагонкаж к руслу реки Яман-су. Во время обратного следования к крепости Внезапной от Рагонкаж по реке Яман-су до Ауховской деревни Буна-Юрт движение войск было прикрыто с обоих флангов боковыми колоннами, направленными по лесистым горам: левая — под начальством полковника Пулло, из двух батальонов Куринского полка, двух горных орудий и милиции; правая — полковника Лабинцева, из двух батальонов Кабардинского полка, также с двумя горными орудиями. В арьергард был назначен батальон Куринского полка с двумя орудиями казачьей артиллерии. Заметив движение войск, горцы в окрестностях аула Айти-Мохк предпринимают попытки с флангов прорвать боковые цепи, чтобы врезаться в самую середину колонны, состоящую из обоза и артиллерии. Жаркая перестрелка завязалась в боковых цепях и в арьергарде. При медленном следовании главной колонны по руслу реки, при беспрестанных остановках в обозе, арьергарду приходилось часто выдерживать отчаянные нападения фанатиков, которые с исступлением бросались в шашки, несмотря на картечный огонь орудий. Продолжительная остановка в движении при подъеме около Балансу на правый нагорный берег реки, была в особенности причиною довольно значительной потери с нашей стороны. Однакож все три колонны, прикрывавшие движение с тылу и с флангов, держалась с тою хладнокровною стойкостью, которую можно ожидать только от опытных, старых войск, знакомых уже с войною этого рода. Пока отряд втягивался в узкое дефиле, арьергард более часа стоял неподвижно на месте и сам бросался в штыки на дерзкого неприятеля. Обе боковые колонны охраняли его фланги. Левая полковника Пулло, выдержала последний отчаянный натиск горцев: только удачный картечный выстрел отразил их в то мгновение, когда они были уже шагах в пятнадцати от орудий. После того горцы прекратили преследование: около 9-ти часов весь отряд собрался на открытой поляне, на берегу Яман-су, где и расположился для привала. Отступление это стоило нам 8 убитых и 62 раневых (в том числе 5 офицеров). «Описание военных действий 1839 года в Северном Дагестане. Дми́трий Алексе́евич Милю́тин.
Факт уничтожения в 1839 году аулов Аташ-отар, Ахмет-тала, Зимай-отар, Балансу, Сагунтой, Наке-Юрт, Бетти-могк, Дабай-Юрт, Айти-могк, Гвалдари и отсутствия в них жителей до 1859 года подтверждает в своей книге „Чечня и чеченцы“, изданной в 1859 году в городе Тифлис, известный российский историк-востоковед, кавказовед, археограф, председатель Кавказской археографической комиссии в 1864—1886 годах Адольф Петрович Берже. События тех лет он излагает следующим образом, — „До 1840 года по правую сторону реки Аксая, выше Герзель-аула, находились следующие аулы: 1.Аташ-отар, 2. Ахмет-тала, 3. Зимай-отар, 4. Балансу, 5. Сагунтой, 6. Наке-Юрт, 7. Бетти-могк, Дабай-Юрт, 9. Айти-могк и 10. Гвалдари. Аулы эти ныне не существуют и жители их перешли частью на Кумыкскую плоскость, частью далее в горы за Яман-су и на левую сторону Аксая“ („Чечня и чеченцы“, стр.31).
После окончания Крымской войны Россия сосредоточила все свои усилия на Кавказе. Туда была брошена более чем 200-тысячная армия. Д. А. Милютин писал в своих воспоминаниях: „В последние годы войны на Кавказе мы должны были держать громадные силы: пехоты 172 батальона регулярных, 13 батальонов и 7 сотен нерегулярных; конницы 20 эскадронов драгун, 52 полка, 5 эскадронов и 13 сотен иррегулярных при 242 полевых орудьях. Общий годовой расход на содержание этих войск достигал 30 млн руб.“.
В августе 1856 года Александр II назначил наместником Кавказа и новым главнокомандующим кавказской армией князя А. И. Барятинского. В 1856—1857 гг. отряд генерала Н. И. Евдокимова выбил Шамиля из Чечни. В апреле 1859 года штурмом взята резиденция имама — село Ведено. В 1857—1859 годах Барятинскому удалось завоевать всю Чечню и повести наступление на Дагестан. 25 августа 1959 года, после ожесточенного сражения в ауле Гуниб, Шамиль сдался и был взят в плен. Имамат прекратил свое существование (источник информации — портал История. РФ).
Возвращение из равнинной Чечни некоторой части переселенцев к своим родовым истокам в аул Айти-Мохк и его заселение представителями разных тейп и народностей происходит в 1860 году, после окончательного подавления национально-освободительного движения горцев и установления царской администрации на завоеванных территориях. Но миграционный процесс в горных аулах Чечни на этом не заканчивается.
Опасаясь новых волнений, уже к 1864 году царская администрация к начинает выявлять „неблагонадежных“ чеченцев в селениях Веденского округа (на тот период в округ входят селения нынешнего Ножай-Юртовского района) и принимает решение переселить на равнину чеченцев, которые отличались особенной враждебностью к русским и закоренелым фанатизмом. В списки переселяемых в первую очередь включаются участники кавказской войны под предводительством Ташев-Хаджи, а затем имама Шамиля. В результате принудительного переселения выходцы из Айти-Мохк оказываются в селах Оспан-Юрт (Республика Дагестан), Хошкельды, Кади-Юрт (ныне Гудермесский район), Знаменское (чеч. Чӏулга-Юрт), Верхний Наур (чеч. Лакха Невре), Комарово (чеч. 1амт-Отар) ныне Надтеречного района, Кулары и Толстой-Юрт (ныне Грозненский район) и т. д  (Архивные документы: Ф-I2, ОП-6, Д-8I7 в Архивной службе при Правительстве Р С О-Алания).
В 1865 году 12 семей из Айти-Мохка в ходе массового переселения народов Северного Кавказа (в основном чеченцев и черкесов) переселяются, главным образом, в Османскую империю. Потомки переселенных в XIX веке чеченцев из Айти-Мохка в настоящее время проживают в Турции (село Сесне и Чардакх в провинции Кахраманмараш (Sеsne, Kahramanmaraş Province) и в Иордании (в городах Аммане, Эс-Сухне, Сувейлехе, Эз-Зарке. Архивные документы: Ф-179,  Д-912 в Архивной службе при Правительстве Р С О-Алания).
С пленением имама Шамиля и завершением активной фазы кавказской войны обстановка в горном крае становится более стабильной. Во многом это стало возможным ввиду изменения этнодемографической ситуации на территориях, охваченных войной. Значительная часть населения была выселена за пределы Российского государства. На оставленных землях поселялись выходцы из внутренних губерний России, казаки, иноплеменные горцы . К 1870 году тейповый и национальный состав населения аула подвергается сильным изменениям. С тех времен в Айти-Мохке дружной семьей проживают представители разных тайп и народностей.

### Религиозное движение шейха Кунта-Хаджи
В Чечне наступает долгожданная мирная жизнь, во многом благодаря активной религиозно-просветительской деятельности шейха Кунта-Хаджи. Несмотря на то, что проповеди Кунта-Хаджи имели исключительно мирный характер, возросший авторитет шейха серьезно насторожил царскую администрацию на Кавказе. По их мнению, только что замиренный край, в любой момент мог вооружиться и пойти за такой сильной личностью против России. В связи с этим, по указанию наместника Кавказа, великого князя Михаила Николаевича Романова, 3 января 1864 года шайх Кунта-Хаджи и его брат Мовсар были арестованы. Адъютант Лорис-Меликова — штабс-капитан Фон-Шак, 6 января доставил их во Владикавказ. Кунте было объявлено, что он высылается в Россию, но „срок пребывания и содержания его там зависеть будет от последующего поведения чеченцев“.
14 января 1864 года со всей Чечни в Герменчук собралось не менее 3 тысяч приверженцев Кунта-Хаджи. Они требуют освобождения шейха и других арестованных соратников. Генерал-майор князь Туманов двинул туда три батальона при двух орудиях, надеясь на то, что при виде войск люди разойдутся. Зикристы просто отошли из Герменчука к аулу Шали. Тогда Туманов 16 января стянул остальные войска из Грозного к Шали. Несмотря на переговоры, стороны не пришли к общему соглашению и противостояние кончилось кровавым исходом. „Произошло дело, едва ли виданное в Чечне, — пишет командующий войсками Терской области в своем рапорте. — Три тысячи фанатиков, без выстрела, с кинжалами и шашками, шли как исступленные, на отряд из шести батальонов“. (РГВИА, ф. 14719, оп. 3, д. 756, л.л. 28-28 об.). В этом столкновении полегло более 150 чеченцев, среди которых 5 женщин.
Хотя Лорис-Меликов 4 февраля 1864 года писал о восьми арестованных векилях, „главных зачинщиках Шалинского дела“, спустя ровно десять дней их число уже стало девять человек. 14—15 февраля в Грозненском военном госпитале все они получили медицинские свидетельства. Вот их список: Истисинского аула Джантемир Джамбиев (уроженец аула Айти-Мохк, переселился с семьей в аул Исти-су после сожжения аула Айти-Мохк в 1839 году) — 49 лет от роду, Гельдигенского аула Чин Мирза (Ченмурза) Таумурзаев — 52 года, Шалажинского аула Чага (Дога) Ций (Хамаев) — 56 лет, Урус-Мартановского аула мулла Эльмурза Салтымурзаев (Султамирзаев) — 45 лет, Бачи-Юртовского аула Лата (Лота, Люта) Гайтбека (Айтбегов, Айкбиков) — 33 года, Цонтороевского аула Ильяс Арсангиреев — 40 лет и трое из Шалинского аула Эдыш Беецы — 28 лет, Хасай Джанхотов — 28 лет и Ахтахан Хамзаев (Хамзатов) — 30 лет…. Донося о всем изложенном Вашему Императорскому Высочеству, имею счастие испрашивать соизволения Вашего на высылку теперь же всех арестованных мною в Новочеркаск, к Наказному атаману Войска Донского, откуда они, по представлении мною должных сведений, будут отправлены в назначенные места в ссылку». (РГВИА, ф. 14719, оп. 3, д. 756, лл. 19 об.-20, 22) .
Несмотря на тяжелое состояние здоровья заключенных горцев, царская администрация каждому из них определила место ссылки. Ильяс Арсангиреев был приговорен на четыре года каторжных работ в городе Динабург (ныне город Даугавпилс (Двинск) в Латвии). Его соратники: Джантемир Джамбиев — на пять лет в Кронштадт, Чемурза Таумурзаев — на пять лет в Свеаборг (ныне Суоменлинна в Финляндии), Чага Ций — на пять лет в Выборг, Эльмурза Султамирзаев — на четыре года в Ригу, Лота Айкбиков — на четыре года в Динаминд (Даугавгрива, Усть-Двинск — Латвия), Эдыш Беецы — на четыре года в Бобруйск, Хасай Джанхотов — на четыре года в Брест-Литовск, Ахтахан Хамзатов — на пять лет в Бендеры.

### Восстание под предводительством Алибек-Хаджи
13 апреля 1877 года, крестьянин из аула Симсир, 26-летний Алибек-Хаджи собрал в лесных трущобах близ аула Саясан около 60 человек из разных селений. Собравшиеся решили «разорвать всякие сношения с существующей властью» и «объявить себя независимыми». К 21 апреля восстанием была охвачена вся юго-восточная Чечня. 22 апреля Алибек-Хаджи с 3-тысячным отрядом направился к Герзель-Аулу. Он стремился поскорей спуститься в наиболее многолюдные аулы — Шали и Автуры — и поднять их на восстание. Первая встреча с царскими войсками произошла 22 апреля у селения Майртуп. Разразился жестокий бой. Царское командование выставило два отряда под начальством полковников Милова и Нурида. В бою под Майртупом царские войска были разбиты и отступили к аулам Герменчук и Курчалой. Только огонь артиллерии спас войска от полного разгрома. 26 апреля полковник Нурид срочно телеграфирует в Грозный: «Нет никакого сомнения, что вся Чечня за мятежников и ждут только их появления, чтобы открыто действовать против нас». Неспособное справиться с Алибеком-Хаджи царское командование начинает настоящий террор по отношению к мирным жителям горных чеченских сел. 
"В ходе восстания горцы так и не дождались помощи от турецкого султана. Тем временем к Алибеку-Хаджи начинают присоединяться всё новые и новые селения. В отношении этих аулов Свистунов даёт установку своему помощнику в Ичкерии: «Ножай-Юрт, Чанти-Мохк, Балансу, Саурго, Бети-Мохк или привести к покорности или уничтожить». Мятежные аулы в горах были разгромлены, частью совершенно уничтожены, а жители выселены на равнину. " (Авторханов А. Революция 1905 года в национальных областях Северного Кавказа. ЧИНИИ. Том 1. Вып.1. – Грозный, 1936. С. 22. // З. Ибрагимова. Чеченский народ в Российской империи: адаптационный период". стр. 336)
К имаму направляются целые делегации с просьбой сдаться властям, убеждая его, что самым лучшим выходом из создавшегося положения будет явка с повинной к русскому начальству. Они уверяли его, что он будет прощен. Учитывая жестокие репрессии, которые применялись из-за него к чеченцам, свое трудное положение, и поверив в то, что ему будет дарована свобода, Алибек-Хаджи вместе со своими сподвижниками сдается администратору в Ведено. 9 марта, в 6 часов утра, по приговору военно-полевого суда в городе Грозном происходит казнь имама Алибек-Хаджи Алдамов из Симсира и 11 ближайших его сподвижников Хусейн-Хаджи из Айти-Мохка, Нурхади из Чечель-Хи, Косум из Чечель-Хи, Газурко из Турты-Хутора, Губа-хан из Гуни, Курко из Дышне-Ведено, Лорса-Хаджи из Тевзана, Митта из Чеберлоя, Дада Залмаев из Чеберлоя, Умма-Хаджи Дуев из Зумсоя и его сын Дада. Известно, что Хусейн-Хаджи из Айти-Мохка был одним из активных руководителей восстания и был среди тех, кто первым поддержал имама Алибек-Хаджи на сходе близ аула Саясан 13 апреля 1877 года.
«… Необходимо иметь в виду, что начиная с появления первых имамов и кончая восстанием Алибек-Хаджи, религиозно-политические движения самостоятельно возникали всегда в суровом Дагестане и уже отсюда проникали в Чечню. Здесь эти движения быстро воспринимались впечатлительными чеченцами, которые и начинали борьбу значительно раньше, чем устойчивые горцы Дагестана, причем естественно, что первые волнения зарождались в горной Чечне, ближайшей к горному Дагестану» — писал в своем Отчете главный руководитель полевой поездки офицеров Генерального штаба Кавказского военного округа в Чечне, Дагестане и на Лезгинской линии генерал-лейтенант Белявский Н. Н. в 1902 году (издание Штаба Кавказского военного округа, 1903. — [4], 177 с. 26)
Конец XIX и начало XX века для аула Айти-Мохк проходят относительно спокойно. Советская власть в ауле устанавливается без видимого противодействия. К 1925 году в ауле имеется своя администрация (юрт-да). К 1930 году создается школа. Гражданские и судебные дела по-прежнему решаются по законом шариата. «Мечеть и суд шейх-уль-исламу — остальное Советам», — этот популярный в начале 1920-х годов лозунг обещал «замирение» Кавказа.

### Репрессии перед войной
Предвоенные годы (1937—1940 гг.) в ауле Айти-Мохк характеризуются арестами и ссылками, в большей части по необоснованным обвинениям. Арестовываются и отправляются в лагеря и ссылки по различного рода обвинениям 18 человек, в том числе, и за якобы имевшей место антисоветской деятельности.

### Великая Отечественная война
Из 33 человек, призванных перед войной в ряды Красной Армии и добровольцами ушедших на войну, не вернулись многие. На разных фронтах выходцы из Айти-Мохка принимали участие в обороне Севастополя, Новороссийска, Сталинграда, а некоторые и города Ленинград. Красноармейцы, навсегда оставшиеся лежать на полях сражений, чьи места захоронений неизвестны: 1. Тукуев Темирали Тукуевич, 2. Маалов Джаба Маалович, 3. Мальцагов Хасайн Мальцагович, 4. Уцаев Джебар Уцаевич, 5. Косумов Саи Косумович, 6. Маннаев К1антий (Гилани), 7. Мациев Мусанап Мациевич, 8. Гилханов Хусайн Гилханович, 9. Алиев Алимхажи Алиевич, 10. Висаитов (Виситаев) Сиражди, 11. Мутуев Могу, 12. Такануев Мусам.

### Депортация
23 февраля 1944 года, как и все чеченцы, жители Айти-Мохка были депортированы в Среднюю Азию. По факту прибытия Айти-Мохковцы были расселены в Ошской области Киргизской ССР, заселенной в основном этническими узбеками. После депортации чеченцев и ингушей и упразднения Чечено-Ингушской АССР, аул Айти-Мохк был переименован в Гергентала и заселён выходцами из соседнего Дагестана. По истечении 13 лет, 9 января 1957 года, Президиумы Верховных Советов СССР и РСФСР издали совместный указ об отмене высылки вайнахов. Весной и летом 1957 года люди стали возвращаться домой. После восстановления Чечено-Ингушской АССР, в 1958 году населённому пункту было возвращено его прежнее название — Айти-Мохк, а дагестанцы переселены обратно в Дагестан. Из депортации в Среднюю Азию не вернулось 212 человек.
Микротопонимия с. Айти-Мохк
| Эвла йукъ           | ЦIеза ирзу                 |
| Лакхара хи          | Джаьмби хоти               |
| МерIуьрга басе      | Марза мохк                 |
| Юьрта корта         | Беранашка                  |
| Гурчберд Бердера хи | Даби боьра Даби юрт        |
| Хоте (Джамби Ирзе)  | Чаьнтахь юьрт хилла меттиг |
| Тасхаре гу          | Чаьнта                     |
| Лакхара кешнаш      | Бахтаран кха               |
| Лахара кешнаш       | Хорбазийн куп              |
| Керла кешнаш        | Вышкане                    |
| Чаьнтара кешнаш     | Айтимахка аре (Поселок)    |
| Даби юьртан кешнаш  | Кешнаш тIехьа              |

## Население
| 1990  | 2002  | 2010  | 2012  | 2013  | 2014  | 2015  |
| ----- | ----- | ----- | ----- | ----- | ----- | ----- |
| 465   | ↗1145 | ↗1674 | ↗2297 | ↘1723 | ↗1759 | ↗1786 |
| 2016  | 2017  | 2018  | 2019  | 2020  | 2021  | 2023  |
| ↗1821 | ↗1841 | ↗1863 | ↗1883 | ↗1902 | ↘1579 | ↗1593 |
| 2024  |       |       |       |       |       |       |
| ↗1617 |       |       |       |       |       |       |

Национальный состав
По данным Всероссийской переписи населения 2010 года:
| № | Национальность | Численность, чел. | Доля    |
| - | -------------- | ----------------- | ------- |
| 1 | чеченцы        | 1 669             | 99,70 % |
| 2 | другие         | 5                 | 0,30 %  |

## Инфраструктура
В селе функционируют Дом культуры, администрация сельского поселения и Айти-Мохкская муниципальная средняя общеобразовательная школа.

## Улицы
Улицы села:
- А-Х. Кадырова,
- А. А. Альдебирова,
- А. Х. Ахматукаева,
- А. Х. Бакланва,
- А. Шерипова,
- Б. Таймиева,
- Бильтинская,
- Заводская,
- М-С. Гадаева,
- Центральная.